# Hadżi Dimityr
Hadżi Dimityr (bułg. Хаджи Димитър), właśc. Dimityr Nikołow Asenow (Димитър Николов Асенов) (ur. 10 maja?/22 maja 1840 w Sliwenie, zm. 18 lipca?/30 lipca 1868  na szczycie Buzłudża w górach Starej Płaniny) – bułgarski działacz niepodległościowy okresu odrodzenia narodowego, wojewoda. Jego postać została uwieczniona przez Christa Botewa w poemacie Hadżi Dimityr (1873).

## Życiorys
Urodził się 10/22 maja 1840 roku w Sliwenie w rodzinie kupca. W 1842 roku cała rodzina odbyła pielgrzymkę do Jerozolimy (stąd Hadżi). Od początku lat 60. XIX w. brał czynny udział w bułgarskiej walce narodowowyzwoleńczej przeciwko Turkom. Od 1864 roku przebywał na terytorium Rumunii, skąd w kolejnych latach czety złożone z emigrantów bułgarskich były wysyłane do Bułgarii w celu wywołania antytureckiego powstania.
Na początku lipca 1868 roku dowodzona przez Hadżi Dimityra i Stefana Karadżę czeta w sile ok. 125 ludzi przekroczyła granicę Imperium Osmańskiego przeprawiając się przez Dunaj w okolicach wsi Wardim na wschód od Swisztowa. Strona turecka na skutek zdrady była uprzedzona o planowanej akcji. Bojownikom bułgarskim udało się jednak przedrzeć ok. 120 km w głąb Bułgarii w kierunku pasma Starej Płaniny. Po starciu z oddziałem tureckim pod wsią Wiszowgrad 9/21 lipca ciężko ranny Stefan Karadża dostał się do niewoli. Jedynie grupie ok. 40 bojowników z Hadżi Dimityrem udało się wycofać na szczyt góry Buzłudża. Tam bojownicy bułgarscy zostali otoczeni i po zaciętej walce 18/30 lipca prawie wszyscy polegli wraz ze swoim dowódcą.